# Horns kungsgård (naturreservat)
Horns kungsgård är ett naturreservat i Borgholms kommun i Kalmar län.
Området är naturskyddat sedan 1979 och är 830 hektar stort. Reservatet ligger mellan kusten och Hornssjön och består av klinter vid kusten, enbevuxna alvarmarker och torrängar samt lövängar och lövskog. Större delen av Horns udde ingår i naturreservatet.

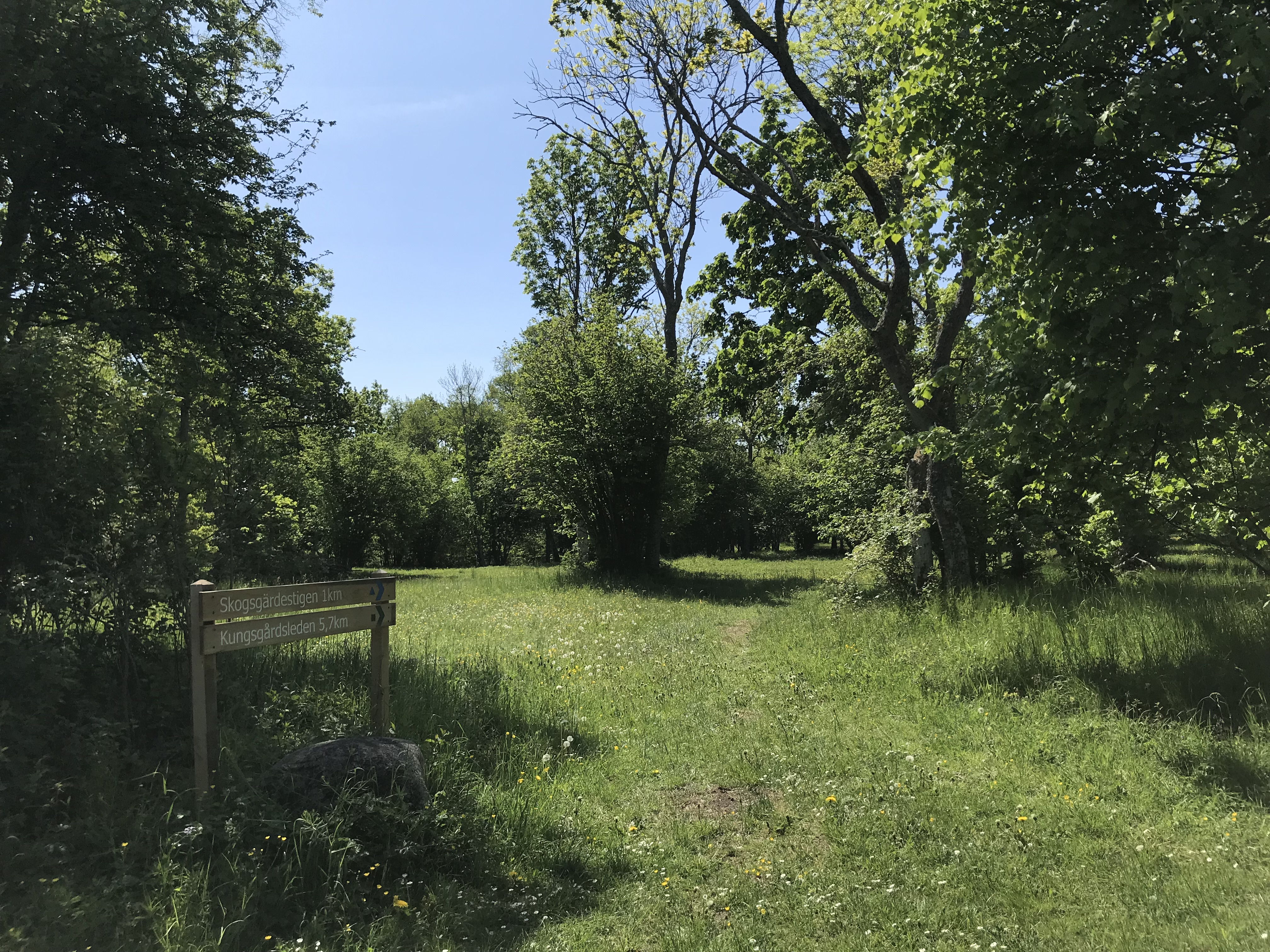
Lövskog